# Kettershausen
Kettershausen – miejscowość i gmina w Niemczech, w kraju związkowym Bawaria, w rejencji Szwabia, w regionie Donau-Iller, w powiecie Unterallgäu, wchodzi w skład wspólnoty administracyjnej Babenhausen. Leży w Szwabii, około 25 km na północny zachód od Mindelheimu, nad rzeką Günz, przy drodze B300.

## Dzielnice
W skład gminy wchodzą następujące dzielnice:
Kettershausen, Bebenhausen, Flüssen, Mohrenhausen, Tafertshofen i Zaiertshofen

## Demografia
| Rok  | Liczba mieszk. |
| ---- | -------------- |
| 1970 | 1 695          |
| 1987 | 1 621          |
| 2000 | 1 746          |

## Polityka
Wójtem gminy jest Josef Höld, rada gminy składa się z 12 osób.
|      | Freie Wählergemeinschaft | Freie Wählervereinigung Tafertshofen | Razem |
| 2008 | 10                       | 2                                    | 12    |
| 2002 | 10                       | 2                                    | 12    |

## Oświata
W gminie znajduje się przedszkole (50 miejsc i 56 dzieci) oraz szkoła podstawowa (7 nauczycieli i 140 uczniów).